# Oakley (Hampshire)
Oakley is een civil parish in het bestuurlijke gebied Basingstoke and Deane, in het Engelse graafschap Hampshire met 5086 inwoners.